# Aethriamanta circumsignata
Aethriamanta circumsignata is een libellensoort uit de familie van de korenbouten (Libellulidae), onderorde echte libellen (Anisoptera).
De wetenschappelijke naam Aethriamanta circumsignata is voor het eerst geldig gepubliceerd in 1897 door Selys.